# Pascal Vittori
Pascal Vittori est un homme politique néo-calédonien, né le 15 août 1966 à Nouméa. Maire de Boulouparis depuis 2020, il est président du parti Tous Calédoniens, ainsi que le représentant du Nouveau Centre puis du parti Les Centristes en Nouvelle-Calédonie.

## Un calédonien de souche et fonctionnaire
Calédonien de souche originaire de « brousse », plus exactement de Koné par son père et de Boulouparis par sa mère, il grandit toutefois et a fait sa vie à Nouméa. Devenu fonctionnaire aux Archives territoriales, il s'investit aussi dans le milieu associatif, notamment de la « Fondation des Pionniers » qui réunit des descendants de colon et qui défend l'idée d'une mémoire et d'une identité « caldoche », ou encore de l'Association du patrimoine de Boulouparis. Dès 1995, il se consacre à sa carrière politique et devient le principal collaborateur politique de Didier Leroux, puis son directeur de cabinet jusqu'à son élection en 2004.

## Carrière politique
Anti-indépendantiste, il intègre, comme d'autres membres de la « Fondation des pionniers » dont Isabelle Ohlen, la liste « Génération calédonienne » de Jean-Pierre Delrieu aux élections provinciales du 9 juillet 1995 dans le Sud, en huitième place. Cette formation obtient 2 006 voix et 4,45 % des suffrages exprimés, et aucun élu. Il rejoint ensuite Une Nouvelle-Calédonie pour tous (UNCT), l'Alliance puis l'Avenir ensemble, et devient un fidèle de Didier Leroux, qui est considéré comme l'un des plus anciens opposants à Jacques Lafleur au sein du camp opposé à l'indépendance. Il est comme lui membre de l'Union pour la démocratie française (UDF) et a été son candidat suppléant lors des élections législatives de juin 2007 dans la 1re circonscription, à savoir Nouméa et les Îles Loyauté. Il est, depuis octobre 2008, le représentant du Nouveau Centre en Nouvelle-Calédonie et son secrétaire national à l'Outre-Mer (alors que Didier Leroux a adhéré au MoDem de François Bayrou). 
Candidat aux élections provinciales de 1999, il était alors 8e sur la liste « Alliance pour la Calédonie » de Didier Leroux en Province Sud et il n'est pas élu. Lors des élections suivantes du 9 mai 2004, il est 16e sur la liste Avenir ensemble menée par Marie-Noëlle Thémereau dans la Province Sud, et est donc élu au sein de l'Assemblée de la Province. Pascal Vittori entre au Congrès en remplacement de Marie-Noëlle Thémereau, devenue présidente du nouveau gouvernement en juin 2004. 
À l'Assemblée de la Province Sud, Pascal Vittori va présider la commission des Finances ainsi que le groupe Avenir ensemble. Au Congrès, il devient secrétaire de la Commission permanente, président de la Commission de l'Organisation administrative et de la Fonction publique ainsi que le rapporteur de la Commission des Finances et du Budget. Il est alors surtout chargé d'être le porte-parole de l'Avenir ensemble sur les questions budgétaires et donc l'homologue du spécialiste de ces questions dans l'opposition RPCR, Pierre Bretegnier. Il est également président du conseil d'administration du Conservatoire de Musique et de Danse de la Nouvelle-Calédonie de 2004 à 2014. Il est à l'origine de la création du département danse dirigé par Sthan Kabar Louet, célèbre danseur Calédonien.
Après la signature de l'« accord-cadre » pour former une majorité de gouvernement entre l'Avenir ensemble et le Rassemblement-UMP en août 2007, il est élu membre du 1er gouvernement Martin, immédiatement démissionnaire, puis du second. Il est alors responsable des secteurs du Budget et des Finances. Il est également chargé du suivi de la Communication audiovisuelle ainsi que des relations avec le Conseil économique et social et le Congrès, et anime l'information des médias sur les travaux du gouvernement collégial ce qui en fait une sorte de « porte-parole du gouvernement ». Il s'occupe également du dossier de la sécurité civile et engage les travaux préparatoires au transfert de cette compétence de l'État à la Nouvelle-Calédonie.
Il mène la liste « Boulouparis autrement » avec le soutien de l'Avenir ensemble pour les élections municipales de mars 2008 dans la commune rurale de Boulouparis mais le maire RPCR sortant, Alain Lazare, est réélu au premier tour avec 62,62 % de suffrages. La liste « Boulouparis autrement » de Pascal Vittori arrive alors en seconde position avec 22,33 % des voix et 4 élus sur 19.
Resté fidèle à la direction du parti (Didier Leroux et Harold Martin) face à la fronde de certains élus de l'Avenir ensemble qui, emmenés par Philippe Gomès, font dissidence pour fonder un nouveau mouvement appelé Calédonie ensemble, il est présent à la 7e position de la liste Avenir ensemble-LMD menée par Harold Martin en Province Sud lors des élections du 10 mai 2009. Celle-ci obtenant 8 élus à l'Assemblée provinciale et 6 au Congrès, Pascal Vittori est réélu conseiller du Sud mais ne retrouve pas son siège de congressiste. Toutefois, dès le 5 juin 2009, il réintègre la chambre délibérante du Territoire à la suite de la démission de Simon Loueckhote, élu le même jour membre du gouvernement présidé par Philippe Gomès.
Le 9 novembre 2011, il est élu à la 2e vice-présidence de l'Assemblée de la Province Sud, à la suite de l'exclusion de l'exécutif de cette institution des membres de Calédonie ensemble Philippe Michel et Sonia Lagarde, par 23 voix (les 15 du Rassemblement-UMP, les 4 des élus Avenir ensemble, les voix de Didier Leroux du MoDem et de Jean-Luc Régent du RPC, mais aussi celles des 2 élus du LMD qui ont voté nul concernant les autres membres de ce nouvel exécutif provincial) contre 13 à Corine David (les 11 de Calédonie ensemble et les 2 de l'UDC) et 4 bulletins nuls (les 4 du groupe FLNKS). Il est chargé des infrastructures et des transports, de l'urbanisme et de l'aménagement du territoire (à l'exception du domaine de Deva), de la gestion du domaine privé et public de la Province, du développement rural et de la sylviculture, de l'environnement, du développement économique, de l'emploi et de l'insertion professionnelle.
Les 23 et 30 mars 2014, Pascal Vittori est candidat aux élections municipales de Boulouparis sous l'étiquette « Boulouparis en Mieux ». Au 1er tour, avec sa liste, il recueille 604 voix et 29,59 % des suffrages puis, arrivant en deuxième position derrière le maire sortant Alain Lazare, du Rassemblement. Pour le deuxième tour, il fusionne sa liste avec celle du candidat Divers droite et dissident de Calédonie ensemble Ronald Reed, qui était arrivé quatrième avec 261 voix et 12,79 % des suffrages. Cette alliance réunit 867 votes et 41,68 % des suffrages. Dans le 1er bureau, celui de la mairie, il arrive en tête de trois voix, mais au total, il lui manque 19 bulletins pour l'emporter face au maire sortant Alain Lazare. Sa liste obtient 4 sièges sur 19 au sein du conseil municipal de Boulouparis, siégeant dans l'opposition. Pascal Vittori dépose néanmoins un recours en annulation du scrutin auprès du tribunal administratif de Nouméa, soulignant certaines pratiques « douteuses » de son adversaire. En juin 2014, le tribunal administratif lui donne raison en estimant que « la diffusion de courriers par le maire sortant aux habitants des lotissements de Port Ouenghi juste avant les élections est de nature à avoir altéré la sincérité du scrutin ». Alain Lazare fait appel auprès du Conseil d'État, qui finalement casse ce premier jugement et valide la réélection du maire sortant le 21 novembre 2014.
Bien que n'étant présent sur aucune liste aux élections provinciales de mai 2014, à la suite de celles-ci, le 6 aout 2014, il est élu président du conseil d'administration de l'Office de commercialisation et d'entreposage frigorifique (OCEF), office public rattaché au gouvernement de la Nouvelle-Calédonie chargé de concourir activement au développement rural de l'archipel en assurant la régulation des marchés agricoles, et en particulier ceux de la viande et de la pomme de terre. Il le reste jusqu'au 30 juin 2015. Durant son mandat, l'OCEF s'attaque à la sècheresse qui sévit alors en multipliant les abattages. Pascal Vittori s'implique personnellement dans un plan de lutte contre la surproduction porcine. Il impulse une réduction de la production et assure des quotas minimums aux petits éleveurs, enfin il entame des négociations avec Patrick Devaud, gros producteur fournissant directement le marché sans passer par l'OCEF engendrant une situation susceptible de menacer l'équilibre global de la filière. Enfin, il fait voter un plan de développement de l'OCEF sur 20 ans.

### Tous Calédoniens
Le 15 avril 2015, s'étant éloigné désormais de l'Avenir ensemble et de Harold Martin, il crée son propre parti politique, baptisé Tous Calédoniens. Il en est désormais le président tandis que Lionnel Brinon, qui avait été le candidat de l'Avenir ensemble à La Foa lors des municipales de 2014, en est le vice-Président. Tous Calédoniens regroupe des élus de six communes différentes de Brousse. Il signe le 11 août 2015, au nom de ce parti, la charte des valeurs des Républicains de Nouvelle-Calédonie, nouvelle coalition formée autour du Rassemblement et de militants du parti national Les Républicains.
Le 4 février 2017, il annonce sa candidature aux élections législatives de juin suivant, dans la 2e circonscription qui comprend les îles Belep et l'ensemble de la Grande Terre, à l'exception de Nouméa. Son suppléant est le maire de Koumac Wilfrid Weiss.

### Maire de Boulouparis
Lors des élections municipales de mars 2020, Pascal Vittori est élu maire de Boulouparis dès le premier tour. Il ne prend réellement ses fonctions qu'à partir du 23 mars après avoir été élu par le conseil municipal avec 18 voix sur 23,.